# Steve Olfers
Steve Olfers (Haarlem, 25 febbraio 1982) è un ex calciatore olandese, di ruolo difensore.

## Carriera

### Club
Ha giocato nella massima serie dei campionati olandese, danese ed azero.